# Х. Р. Ф. Кийтинг
Х. Р. Ф. Кийтинг (на английски: H. R. F. Keating) е английски журналист, драматург, сценарист и писател на произведения в жанра криминален роман и документалистика. Писал е и под псевдонима Ивлин Хърви (на английски: Evelyn Hervey).

## Биография и творчество
Хенри Реймънд Фицуолтър „Хари“ Кийтинг е роден на 31 октомври 1926 г. в Сейнт Леонардс он Сий, Съсекс, Англия, в семейство на учител. Пише първия си разказ на осемгодишна възраст. Учи в Търговската гимназия в Лондон. След завършване на гимназията, в периода 1945 – 1948 г. отбива редовната си военна служба в Британската армия достигайки чин ефрейтор. Следва в Тринити Колидж в Дъблин, където получава бакалавърска степен през 1952 г. След дипломирането си работи като заместник редактор на „Вечерен рекламодател“ в Суиндън. През 1953 г. се жени за актрисата Шийла Мичъл, с която имат четири деца. През 1955 г. се премества в Лондон, за да работи като журналист в „Дейли Телеграф“, а после в периода 1957 – 1960 г. за „Таймс“. Работи също като рецензент на криминални книги за „Таймс“ в продължение на 15 години.
Първият му роман „Смъртта и гостуващите пожарникари“ (Death and the Visiting Firemen) е издаден през 1959 г. След успеха на първите си книги се посвещава на писателската си кариера.
През 1964 г. е издаден първият му роман „Перфектното убийство“ (The Perfect Murder) от поредицата „Инспектор Готе“. Главен герой в поредицата е Ганеш Готе, инспектор в полицията на Бомбай (Мумбай), който разследва различни тежки криминални престъпления. Романът печели наградата „Златен кинжал“ и награда „Едгар“. През 1988 г. романът е екранизиран в едноименния филм с участието на Насирудин Шах и Стелан Скарсгорд. Поредицата има общо 26 романа. Писателят пише първите си романи по проучвания от от книги, от индийски художествени филми, представящи Бомбай, от приятели, и от неделното издание на Times of India. Посещава Бомбай чак на 12 октомври 1974 г.
През 80-те години са издадени романите от трилогията му „Хариет Ънуин“ под псевдонима Ивлин Хърви. Главната героиня, Хариет Ънуин, е гувернантка в заможното семейство Такъртън, но когато главата на фамилията е убит, а тя е обвинена за това, преприема дръзко разследване, което разкрива тъмните тайни на семейството скрити зад викторианската почтеност.
През 2000 г. е издаден първият му роман „Твърдият детектив“ (The Hard Detective) от поредицата „Хариет Мартенс“. Главна героиня е главената инспекторка, която си спечелва прозвището „Твърдият детектив“ грубия имидж, който приема, за да оцелее и да се докаже в мъжкия свят на британската полиция при разследването на различни убийства.
Кийтинг е автор и на много други самостоятелни романи. През 1978 г. е публикуван научнофантастичният му роман „Дълга разходка до Уимбълдън“, който представя историята на мъж от близкото бъдеще, който пътува през разрушен Лондон, за да спаси отчуждената си съпруга. През 90-те години са издадени няколко негови романа за британските полицейски детективи, чиито човешки слабости се отразяват неблагоприятно на работата им. Първият от тях е „Богатият детектив“ от 1993 г., в който детектив инспектор Бил Силвестър от полицията разследва анонимно обвинение, че местен търговец на антики убива стари дами, след като ги е убедил да променят завещанията си в негова полза. В романа „Лошият детектив“ от 1996 г. инспектор сержант Джак Столуърти е корумпиран полицай, който планира пенсионирането си в Девън, когато бизнесмен му предлага собственост върху хотел на тропически остров в замяна на кражба на уличаващ файл от службата за разследване на измами в полицията.
Кийтинг също пише сценарии, радиопиеси, рецензии и е автор на биографията на дейм Агата Кристи, „Агата Кристи: Първата дама на престъпността“ от 1977 г.
Той е член на Асоциацията на авторите на криминални произведения на Великобритания и неин председател в периода 1970 – 1971 г. Също е член на Дружеството на авторите и негов председател в периода 1983 – 1984 г. Член е на Кралското литературно общество и е член на литературното общество „Детективски клуб“, като в периода 1985 – 2000 г. е негов президент.
През 1995 г. получава наградата „Джордж Н. Доув“. През 1996 г. получава наградата „Диамантена кама на Картие“ от Асоциацията на писателите на криминални произведения за „изключително творчество в областта на англоезичната криминалната литература“, а през 2005 г. получава наградата „Агата“ за цялостно творчество.
Х. Р. Ф. Кийтинг умира на 27 март 2011 г. в Лондон.

## Произведения

### Самостоятелни романи
- Death and the Visiting Firemen (1959)[1][2][3]
- Zen There Was Murder (1960)
- A Rush On the Ultimate (1961)
- The Dog It Was That Died (1962)
- Death of a Fat God (1963)
- Is Skin-Deep, Is Fatal (1965)
- The Strong Man (1971)
- The Underside (1974)
- A Remarkable Case of Burglary (1975)
- Murder by Death (1976) – романизация на филма
- A Long Walk to Wimbledon (1978)[5]
- The Rich Detective (1993)
- The Good Detective (1995)
- The Soft Detective (1997)
- The Bad Detective (1999)
- Jack the Lady Killer (1999) – роман в стихове

### Поредица „Инспектор Готе“ (Inspector Ghote)
1. The Perfect Murder (1964) – награда „Златен кинжал“, награда „Едгар“[1][2][3][4]
2. Inspector Ghote's Good Crusade (1966)
3. Inspector Ghote Caught in Meshes (1967)
4. Inspector Ghote Hunts the Peacock (1968)
5. Inspector Ghote Plays a Joker (1969)
6. Inspector Ghote Breaks an Egg (1970)
7. Inspector Ghote Goes By Train (1971)
8. Inspector Ghote Trusts the Heart (1972)
9. Bats Fly Up for Inspector Ghote (1974)
10. Filmi, Filmi, Inspector Ghote (1976)
11. Inspector Ghote Draws a Line (1979)
12. The Murder of the Maharajah (1980) – награда „Златен кинжал“
13. Go West Inspector Ghote (1981)
14. The Sheriff of Bombay (1984)
15. Under a Monsoon Cloud (1986)
16. The Body in the Billiard Room (1987)
17. Dead On Time (1988)
18. The Iciest Sin (1990)
19. Inspector Ghote, His Life and Crimes (1989)
20. Cheating Death (1992)
21. Doing Wrong (1994)
22. Asking Questions (1996)
23. Bribery, Corruption Also (1999)
24. Breaking and Entering (2000)
25. Inspector Ghote's First Case (2008)
26. A Small Case for Inspector Ghote? (2009)

### Поредица „Хариет Мартенс“ (Harriet Martens)
1. The Hard Detective (2000)[1][2][3]
2. A Detective in Love (2001)
3. A Detective Under Fire (2002)
4. The Dreaming Detective (2003)
5. A Detective at Death's Door (2004)
6. One Man and His Bomb (2006)
7. Rules, Regs and Rotten Eggs (2007)

### Сборници
- Mrs. Craggs: Crimes Cleaned Up (1985) – разкази[1]
- In Kensington Gardens Once .. (1997) – разкази

### Документалистика
- Murder Must Appetize (1975) – литературна критика[1][3]
- Agatha Christie: First Lady of Crime (1977) – с Агата Кристи[2][2]
- Sherlock Holmes, the Man and His World (1979) – награда „Едгар“[6]
- Writing Crime Fiction (1986)
- Crime and Mystery: the 100 Best Books (1987)[7]
- The Bedside Companion to Crime (1989)

### Разкази
- An Upright Woman (1970)
- The Old Shell Collector (1970)
- Mr. Saul (1977)
- Mrs. Cragg's Sixth Sense (1978)
- The Spirit of Service (1978)
- The Adventure of the Suffering Ruler (1979)
- A Trifling Affair (1980) – за Шерлок Холмс
- A Hell of a Story (1982)
- The Case of Seven Santas (1990)

### Като Ивлин Хърви

#### Поредица „Хариет Ънуин“ (Harriet Unwin)
1. The Governess (1983)[2]
2. The Man of Gold (1985)[1]
3. Into the Valley of Death (1986)

### На български
- „?“ в сборника „Удушвачът от Седжмур“, изд. „Аргус“ (2001), прев. Венелин Мечков
- „Човекът и неговият свят“ в сборника „Новите приключения на Шерлок Холмс“ изд.: ИК „Бард“, София (2002), прев. Веселин Лаптев

### Екранизации
- 1969 Detective – тв сериал, 1 епизод
- 1975 The World About Us – тв сериал, 1 епизод
- 1982 Whodunnit? – тв филм
- 1983 Storyboard – тв сериал, 1 епизод
- 1988 The Perfect Murder
- 1991 Шерлок Холмс и примадоната, Sherlock Holmes and the Leading Lady – тв филм